# برونو گروگی
برونو گروگی (انگلیسی: Bruno Grougi؛ زادهٔ ۲۶ آوریل ۱۹۸۳) بازیکن فوتبال اهل فرانسه است.
از باشگاه‌هایی که در آن بازی کرده‌است می‌توان به باشگاه فوتبال کلرمون فوت، باشگاه فوتبال کان، و باشگاه فوتبال استاد برستوا ۲۹ اشاره کرد.
وی همچنین در تیم‌های ملی فوتبال زیر ۱۸ سال فرانسه، زیر ۱۹ سال فرانسه، و مارتینیک بازی کرده‌است.